# Koninklijke Roeivereniging Club Gent

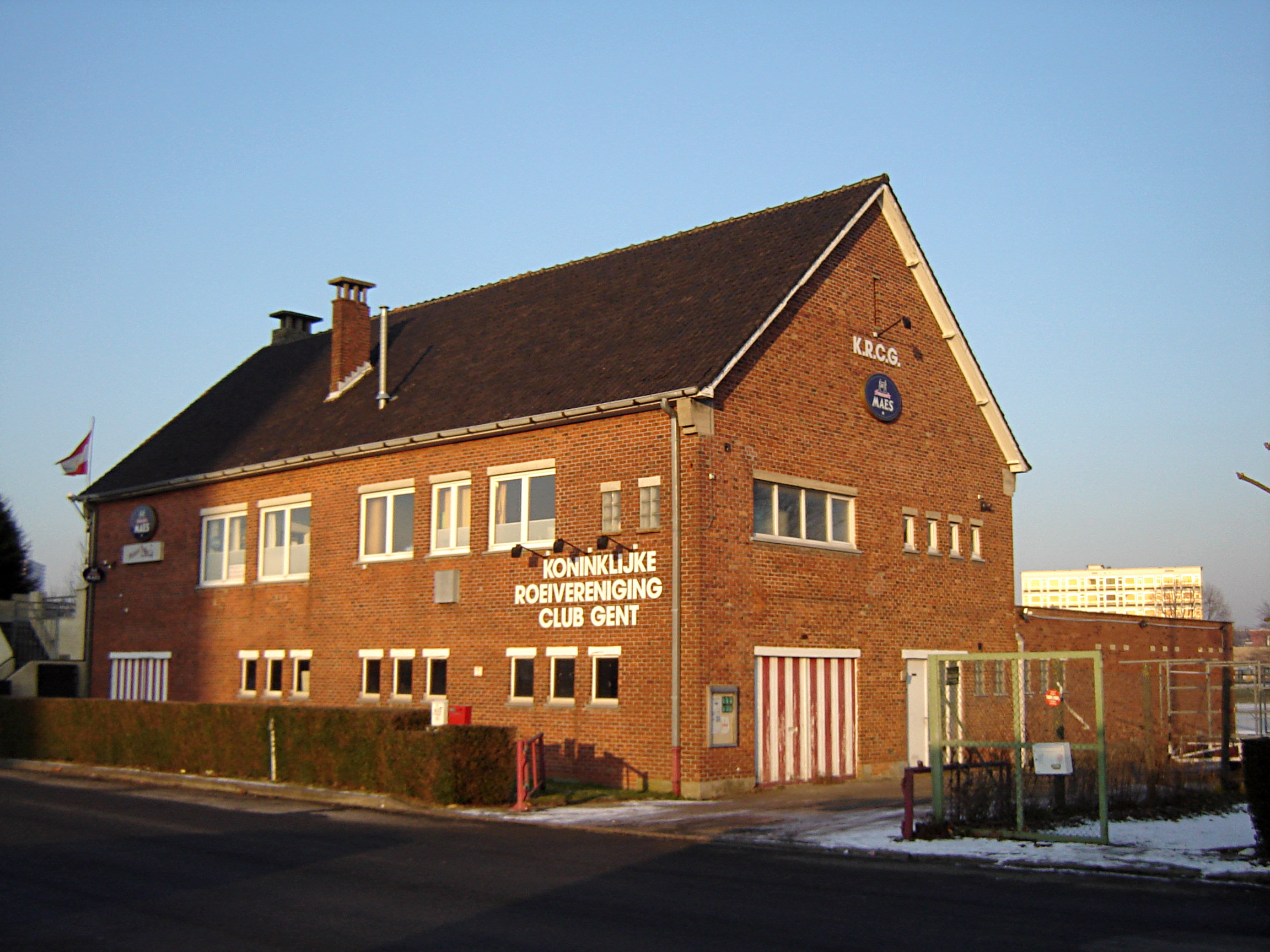
Vereinsheim des KRC Gent

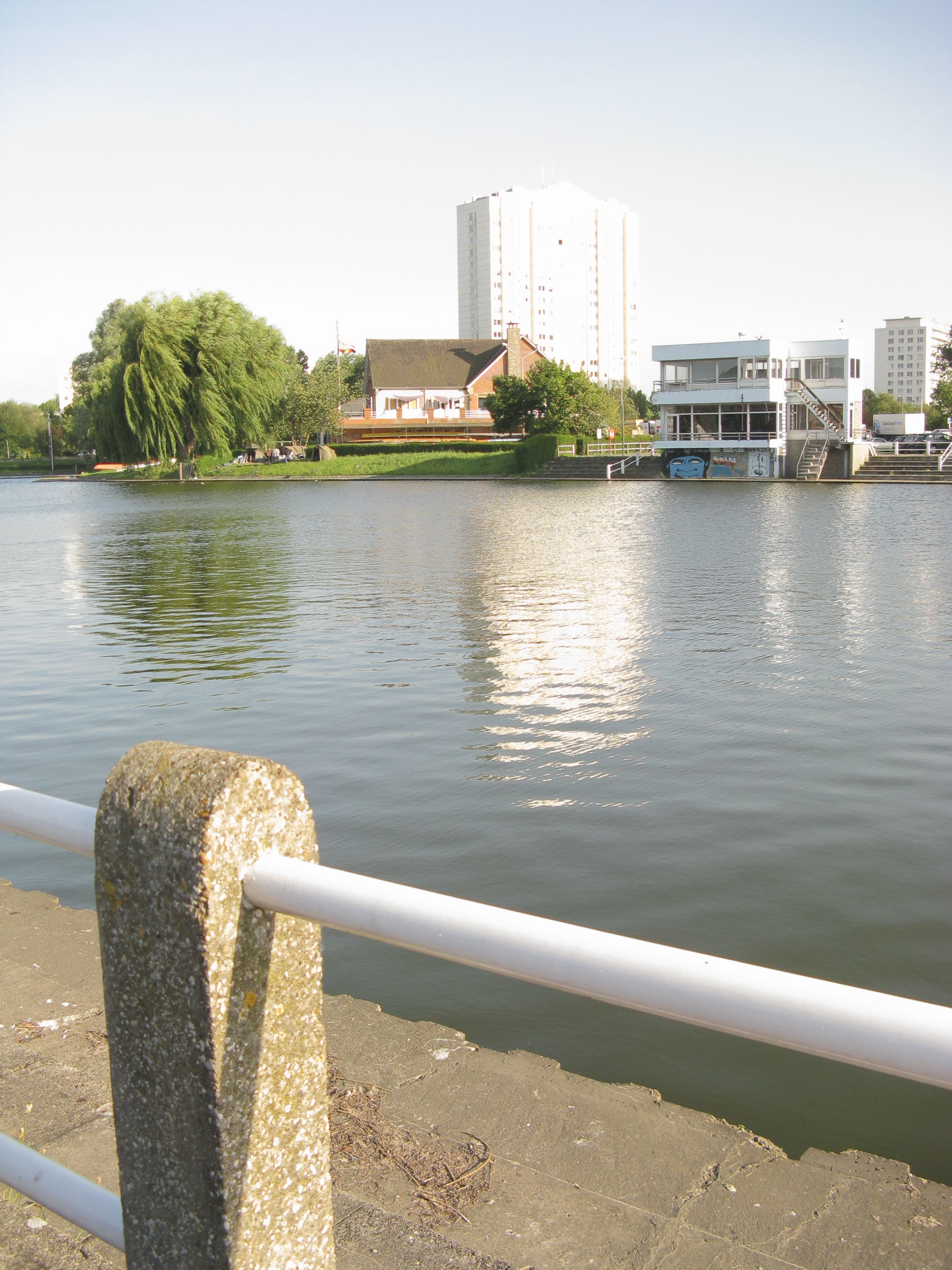
Vereinsheim und Wassersportanlage in Gent

Koninklijke Roeivereniging Club Gent (K.R.C.G) ist ein traditionsreicher Ruderclub in Gent/Belgien.

## Geschichte
Der im Juni 1871 als Koninklijke Roeivereniging Club Gent gegründete Ruderclub ist einer der ältesten in Belgien. Neben vielen Siegen bei nationalen und internationalen Regatten stellt der Gewinn der ersten olympischen Silbermedaille im Rudern im Jahr 1900 einen Höhepunkt der Vereinsgeschichte dar.
Das Vereinsheim des Vereins liegt an der Regattastrecke Watersportbaan.

## Erfolge
- Silber im Achter bei den Olympischen Spielen 1900 und 1908
- Silber im Einer bei den Olympischen Spielen 1912 durch Polydore Veirman
- Viermal Gold bei der Henley Royal Regatta im Achter (Grand Challenge Cup: 1906, 1908, 1909) und Einer (1994)
- Gold im Achter beim Thames Challenge Cup 2001

## Bekannte Mitglieder
- Wim van Belleghem: Weltmeister im Leichtgewichts-Einer an der Diamond Challenge Sculls Henley
- Polydore Veirman: Silbermedaille im Einer an den Olympischen Spielen 1912 in Stockholm
- Annelies Bredael: Silbermedaille im Einer der Frauen bei den Olympischen Spielen in Barcelona 1992